# Faculté des sciences et de la technologie université de Guelma
 (juillet 2023).
 (juillet 2023).
 (juillet 2023).
La mise en forme du texte ne suit pas les recommandations de Wikipédia : il faut le « wikifier ».
Les points d'amélioration suivants sont les cas les plus fréquents. Le détail des points à revoir est peut-être précisé sur la page de discussion.
- Les titres sont pré-formatés par le logiciel. Ils ne sont ni en capitales, ni en gras.
- Le texte ne doit pas être écrit en capitales (les noms de famille non plus), ni en gras, ni en italique, ni en « petit »…
- Le gras n'est utilisé que pour surligner le titre de l'article dans l'introduction, une seule fois.
- L'italique est rarement utilisé : mots en langue étrangère, titres d'œuvres, noms de bateaux, etc.
- Les citations ne sont pas en italique mais en corps de texte normal. Elles sont entourées par des guillemets français : « et ».
- Les listes à puces sont à éviter, des paragraphes rédigés étant largement préférés. Les tableaux sont à réserver à la présentation de données structurées (résultats, etc.).
- Les appels de note de bas de page (petits chiffres en exposant, introduits par l'outil «  Source ») sont à placer entre la fin de phrase et le point final[comme ça].
- Les liens internes (vers d'autres articles de Wikipédia) sont à choisir avec parcimonie. Créez des liens vers des articles approfondissant le sujet. Les termes génériques sans rapport avec le sujet sont à éviter, ainsi que les répétitions de liens vers un même terme.
- Les liens externes sont à placer uniquement dans une section « Liens externes », à la fin de l'article. Ces liens sont à choisir avec parcimonie suivant les règles définies. Si un lien sert de source à l'article, son insertion dans le texte est à faire par les notes de bas de page.
- La présentation des références doit suivre les conventions bibliographiques. Il est recommandé d'utiliser les modèles {{Ouvrage}}, {{Chapitre}}, {{Article}}, {{Lien web}} et/ou {{Bibliographie}}. Le mode d'édition visuel peut mettre en forme automatiquement les références.
- Insérer une infobox (cadre d'informations à droite) n'est pas obligatoire pour parachever la mise en page.

Pour une aide détaillée, merci de consulter Aide:Wikification.
Si vous pensez que ces points ont été résolus, vous pouvez retirer ce bandeau et améliorer la mise en forme d'un autre article.
La Faculté des Sciences et de la Technologie de l'Université 8 mai 1945 de Guelma est une entité universitaire consacrée à l'enseignement et à la recherche dans les domaines des sciences, technologie, architecture, urbanisme et métiers de la ville. Elle est située à Guelma, Algérie.
La faculté propose un large éventail de programmes académiques, tant au niveau de premier cycle que de cycles supérieurs, dans des domaines tels que l'automatique, l’électrotechnique, télécommunications, l'électronique, l’hydraulique, la mécanique, l'ingénierie, et bien d'autres. Ces programmes visent à fournir aux étudiants une solide formation théorique et pratique, ainsi que les compétences nécessaires pour faire face aux défis scientifiques et technologiques contemporains.
En plus de l'enseignement, la Faculté des Sciences et de la Technologie mène des activités de recherche dans différents domaines scientifiques. Les enseignants et les chercheurs de la faculté sont engagés dans des projets de recherche novateurs, contribuant ainsi à l'avancement des connaissances et à la résolution de problèmes scientifiques et technologiques.
Elle joue un rôle important dans la promotion de l'éducation scientifique et technologique en Algérie. Elle vise à former des professionnels compétents, à encourager la recherche scientifique de qualité et à contribuer au développement socio-économique du pays en favorisant l'innovation et la création de connaissances dans les domaines scientifiques et technologiques.

## Historique
La Faculté a été créée par décret exécutif n° 10-12 du 12 janvier 2010. Elle a été formée de 05 départements, puis la composition des départements a été modifiée par l’ajout du Département d’architecture par la résolution ministérielle n°1135 du 17 novembre 2014.

## Formation
La faculté propose une gamme diversifiée de programmes académiques dans les deux domaines suivants :
- Domaine Sciences et Techniques
- Domaine Architecture, Urbanisme et Métiers de la Ville

Les programmes sont conçus pour offrir aux étudiants une solide formation théorique ainsi que des opportunités de recherche et d'application pratique.

## Recherche et contributions
La Faculté joue un rôle actif dans la recherche scientifique et technologique. Ses professeurs et chercheurs sont engagés dans des projets de recherche novateurs qui contribuent à l'avancement des connaissances et à la résolution de problèmes du monde réel. Ils collaborent également avec des institutions nationales et internationales pour promouvoir l'échange d'idées et de ressources.

## Infrastructures et ressources
La faculté dispose d'installations classiques pour soutenir l'apprentissage et la recherche. Elle abrite des laboratoires équipés d'instruments de pointe, des salles de classe interactives, de bibliothèque spécialisée et des centres de recherche. Les étudiants bénéficient également d'un accès à des ressources en ligne, de programmes d'échange et de stages en entreprise pour enrichir leur expérience éducative.

## Partenariats et collaborations
La Faculté entretient des partenariats étroits avec des entreprises et des organisations du secteur. Ces collaborations favorisent la connexion entre la théorie et la pratique, offrent des opportunités de stage et facilitent l'employabilité des diplômés. De plus, la faculté participe à des projets communautaires visant à promouvoir la sensibilisation scientifique et à contribuer au développement durable de la région.
Elle s'est engagée à fournir une éducation de qualité et à promouvoir l'excellence académique dans les sciences et la technologie. Grâce à ses programmes rigoureux, ses installations de pointe et ses collaborations dynamiques, elle prépare les étudiants à relever les défis du monde moderne et à contribuer à l'avancement des connaissances scientifiques et technologiques.

## Laboratoires
La faculté compte 10 laboratoires de recherches
- Laboratoire d'automatique et informatique de Guelma - LAIG
- Laboratoire de génie civil et d'hydraulique - LGCH
- Laboratoire d'analyse industrielle et de génie des matériaux - LAIGM
- Laboratoire de mécanique et de structures - LMS
- Laboratoire de génie électrique de Guelma - LGEG
- Laboratoire des Télécommunications -LT
- Problèmes Inverses : Modélisation, Information et Systèmes-PI : MIS
- Laboratoire des Silicates, Polymères et des Nano composites (LSPN)
- Laboratoire de contrôle avancé (LABCAV)
- Laboratoire de Mécanique Appliquée des Nouveaux Matériaux (LMANM)